# Fédération Française de Volleyball
Fédération Française de Volleyball (även FFVolley) är ett specialidrottsförbund för volleyboll, beachvolleyboll,  sittande volleyboll och dövvolleyboll i Frankrike. Det har sitt säte i Choisy-le-Roi, Paris. Förbundet är medlem i Fédération Internationale de Volleyball (FIVB) och Confédération Européenne de Volleyball (CEV). 
Förbundet grundades 2 februari 1936. Det har varit medlem av CEV sedan 1973.
Förbundet har 1 377 klubbar (varav 35 professionella) med 141 735 licensierade spelare, totalt spelar ungefär 1 800 000 personer volleyboll i Frankrike. Förbundet organiserar de franska mästerskapen och cuperna i volleyboll samt de landslag som finns, inklusive seniorlandslagen (herr & dam). Ligue Nationale de Volley organiserar de professionella ligorna: Ligue A (damer/herrar) och Ligue B (herrar).